# Den vita duvan
"Den vita duvan" är en fredssång, skriven av Lasse Holm och Alf Robertson som ursprungligen spelades in av Mats Rådberg på albumet På egen hand 1975. Han fick också in sin version på Svensktoppen, där den låg i elva veckor under perioden 4 maj-13 juli 1975, och bland annat toppade listan. Singeln kom att bli Rådbergs genombrott som soloartist. B-sida var låten "Jag reser i dag".
Andra som spelat in låten är Sten & Stanley på albumet Musik, dans & party 2 1987 samt Leif Hagbergs på albumet Låtar vi minns 6 2007.
Mats Rådbergs singel är en av titlarna i boken Tusen svenska klassiker (2009).

### Fotnoter
1. ↑  ”Svensk mediedatabas”. http://smdb.kb.se/catalog/id/001884931. Läst 23 april 2011.
2. ↑  ”Svensktoppen”. 25 februari 1975. http://sverigesradio.se/Diverse/AppData/Isidor/files/2023/3473.txt. Läst 23 april 2011.
3. 1 2  Gradvall et al 2009, nr. 436
4. ↑  ”Svensk mediedatabas”. http://smdb.kb.se/catalog/id/001476079. Läst 23 april 2011.